# Pont de Frankford Avenue
Le pont de Frankford Avenue, également appelé pont Pennypack Creek, pont Pennypack, pont Holmesburg et pont de King's Highway, construit en 1697 dans le quartier Holmesburg dans le nord-est de Philadelphie, dans l'état de Pennsylvanie, est le plus ancien pont routier aux États-Unis. C'est un pont-route voûté en arc, fait  en maçonnerie. Il présente trois travées et, alors qu'il mesurait à l'origine 73 pieds (22 m) de long, il s'étend aujourd'hui sur 154 pieds (47 m). Il porte la Frankford Avenue (Route 13), juste au nord de Solly Avenue, et franchit le Pennypack Creek dans le parc Pennypack.

## Construction
Le pont, construit à la demande de William Penn sur le trajet entre sa maison et la nouvelle ville de Philadelphie, est un maillon important de la King's Highway qui relie Philadelphie aux villes du nord (Trenton, New York et Boston). Le 10 mars 1683, l'Assemblée générale de Pennsylvanie a adopté une loi exigeant la construction de ponts pour franchir l'ensemble des rivières et des ruisseaux le long de la King's Highway, en Pennsylvanie, à partir des Chutes du Delaware (à Trenton) jusqu'au plus méridional des ports de comté de Sussex (qui fait maintenant partie de l'état du Delaware). Les ponts, qui devaient être terminés dans un délai de 18 mois, font 10 pieds (3 m) de large et présentent des garde-corps le long de chaque côté. Chaque pont devait être construit par les habitants de sexe masculin de la zone environnante ; ceux qui ne se présentaient pas étaient redevables d'une amende de 20 shillings.

## Personnalités ayant emprunté le pont
De nombreuses personnes ont franchi le pont pour voyager depuis les colonies du nord vers Philadelphie, à cheval ou en bus , y compris les délégués des Premier et Deuxième Congrès continentaux, comme John Adams, du Massachusetts. En 1789, George Washington a traversé le pont alors qu'il se rendait à New York pour sa première inauguration en tant que président.

## Améliorations

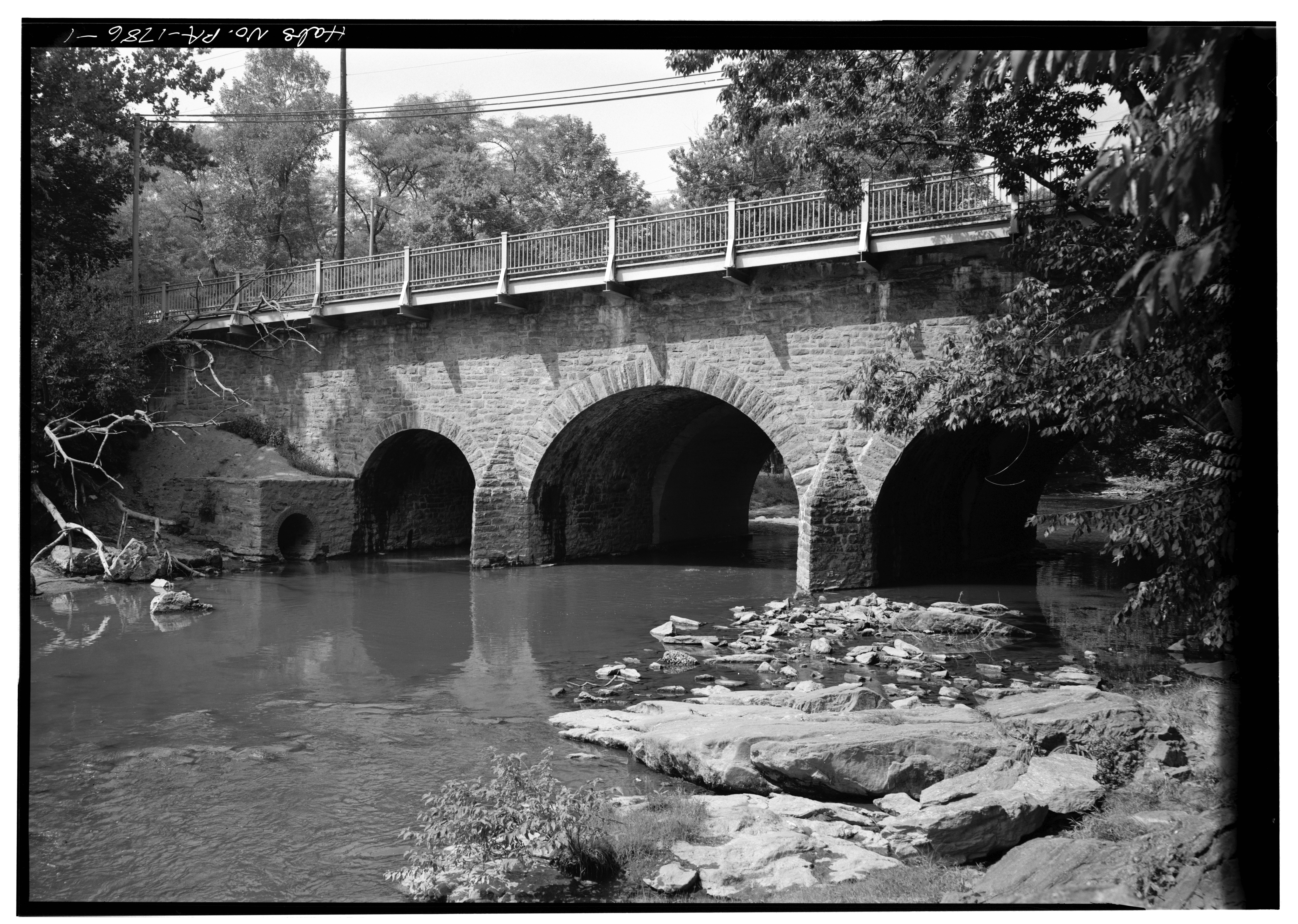
Photo fournie par l'Heritage Documentation Programs.

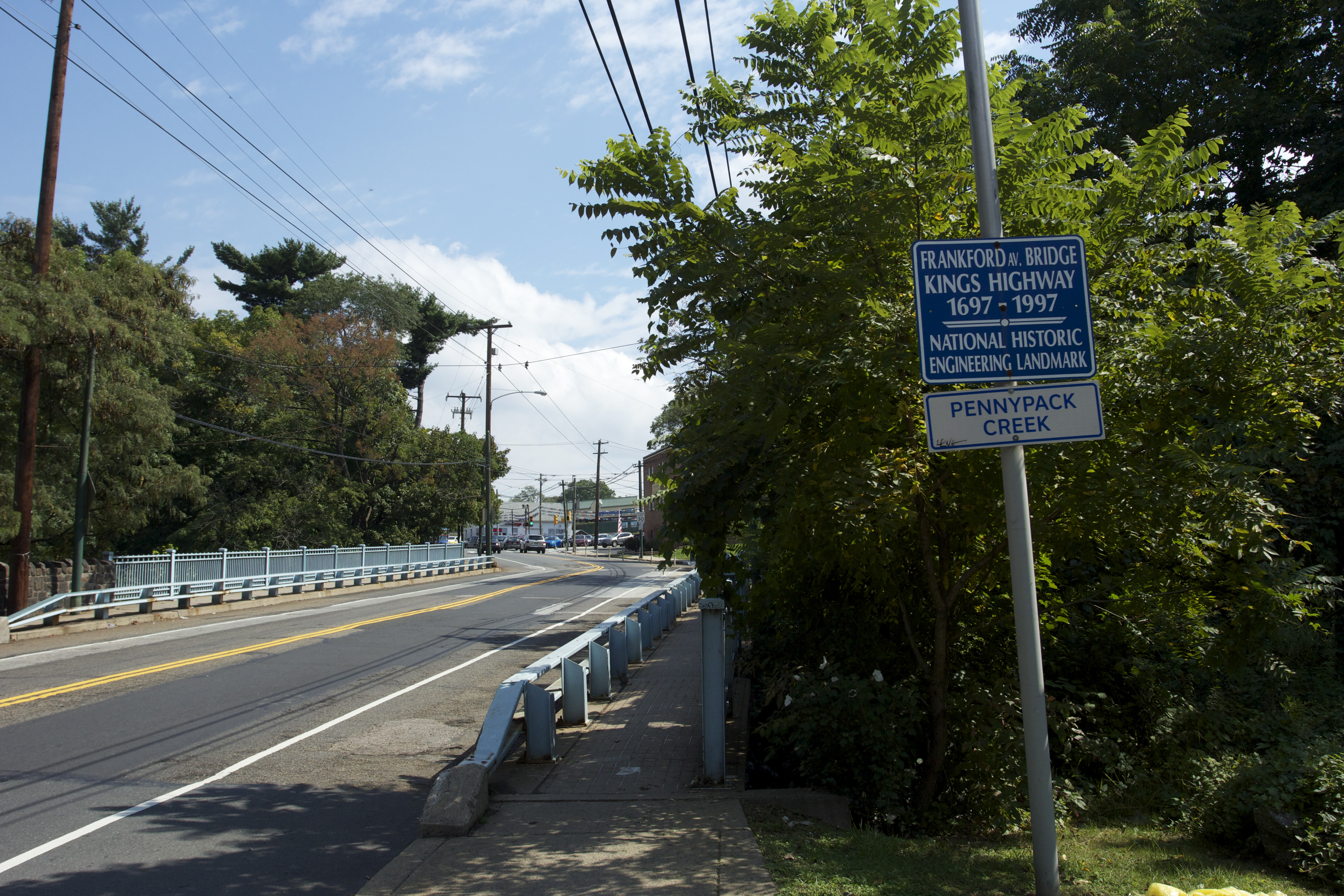
Le pont de Frankford Avenue en regardant vers le nord.

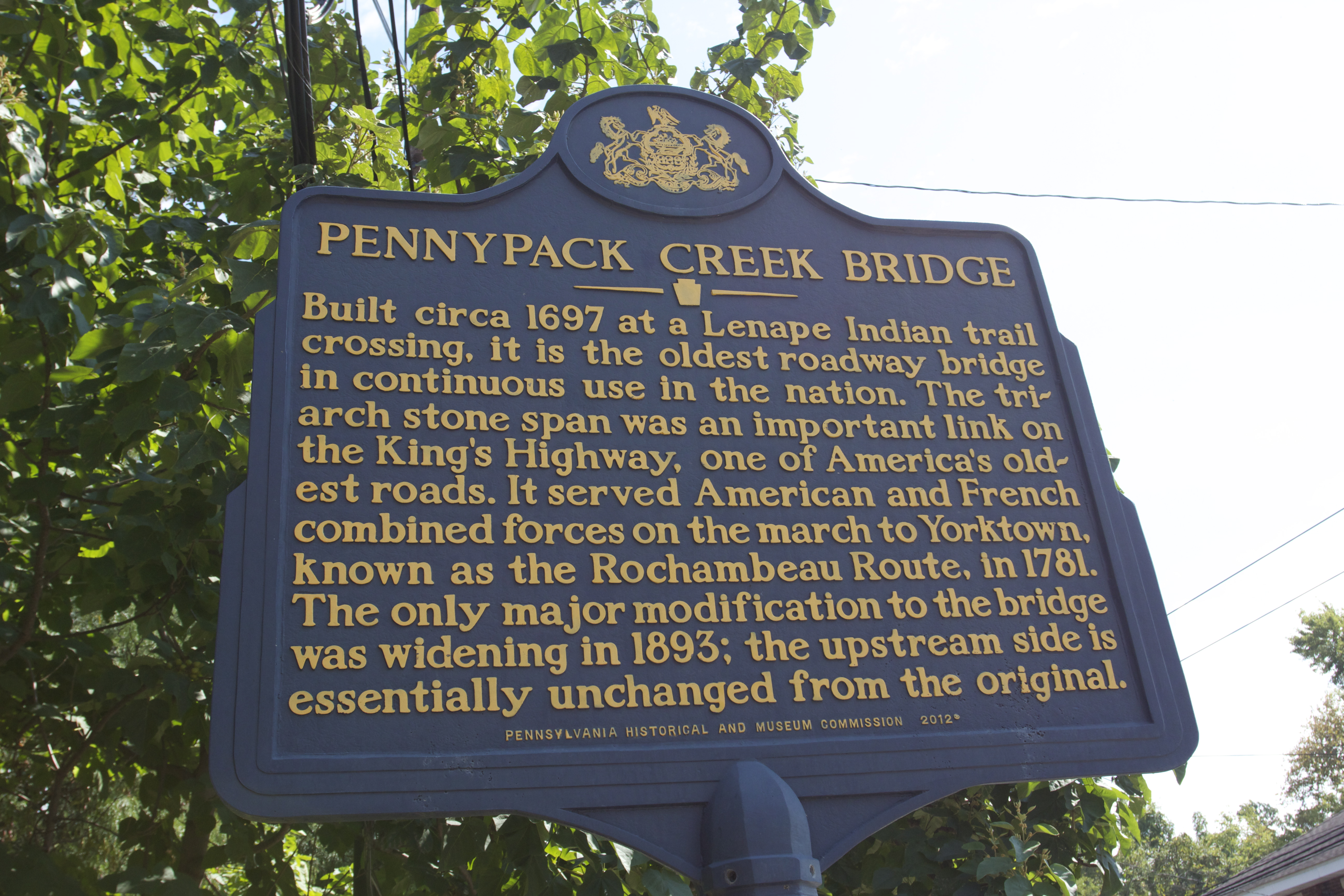
Plaque signalant le caractère historique de l'ouvrage.

En 1803, le tablier a été équipé d'un revêtement de macadam, et à son extrémité sud a été installé un poste de péage qui est resté en activité jusqu'en 1892, lorsque la voie a été achetée par la municipalité de Philadelphie. Le pont a été élargi en 1893, pour accueillir une ligne de tramway entrée en service en 1895, puis en 1950, afin de faciliter le trafic automobile. Il est encore utilisé aujourd'hui.
En mai 2018, le pont est rénové dans le cadre d'un projet impliquant les comtés de Montgomery et Delaware. Le Pennsylvania Department of Transportation (PennDot) conduit ce projet d'une enveloppe globale de presque 3,2 millions $. La moitié de cette somme est destinée au pont de Frankford Avenue, son mur de soutien nord et sa barrière devant être remplacés, dans le cadre d'une opération de prévention des risques, la viabilité de l'ouvrage n'étant pas remise en cause. Après ces réparations, la limite de charge de 20 tonnes en vigueur pourra être augmentée.

## Distinctions
Le pont a été désigné en 1970 Historic Civil Engineering Landmarks par la Société américaine des ingénieurs civils. Il a été inscrit dans le Registre national des lieux historiques en 1988.